# Суцільноголові
Суцільноголові (Holocephali) — підклас хрящових риб. Містить один сучасний ряд — химероподібні (Chimaeriformes) та цілу низку викопних форм, що відомі починаючи з девону.

## Систематика
- Paraselachimorpha †
  - Orodontiformes †
  - Petalodontiformes †
  - Helodontiformes †
  - Iniopterygiformes †
  - Deebeeriiformes †
  - Eugeneodontiformes †
- Holocephalimorpha
  - Psammodontiformes †
  - Copodontiformes †
  - Squalorajiformes †
  - Chondrenchelyiformes †
  - Menaspiformes †
  - Cochliodontiformes †
  - Chimaeriformes — Химероподібні